# لودویگ هینتراستاکر
لودویگ هینتراستاکر (انگلیسی: Ludwig Hinterstocker; ۱ آوریل ۱۹۳۱ – ۲ ژوئیهٔ ۲۰۲۰) بازیکن فوتبال اهل آلمان بود.
از باشگاه‌هایی که در آن بازی کرده‌است می‌توان به باشگاه فوتبال اشتوتگارت اشاره کرد.
وی همچنین در تیم ملی فوتبال زیر ۲۳ سال آلمان بازی کرده‌است.